# David Buhl
Pour les articles homonymes, voir Buhl.
David Buhl est un trompettiste et compositeur français né le 21 février 1781 à Amboise et mort le 7 avril 1860 à Versailles. 

## Biographie
Joseph David Buhl naît le 21 février 1781 à Amboise (paroisse Saint-Denis-Hors). 
Fils d'un musicien attaché au duc de Choiseul, il est admis à onze ans comme trompettiste dans la musique de la Garde parisienne, fondée en 1792, puis devient membre de la musique des Grenadiers à pied de la Garde des consuls. À partir de 1803, Napoléon Bonaparte lui confie le renouvellement des sonneries d'ordonnance,.
Sous le Premier Empire, David Buhl est chargé de l'École de trompette pour la cavalerie à Versailles, active entre 1805 et 1811,.
En 1814, il est nommé par Louis XVIII chef de musique de ses Gardes du corps et est décoré de la Légion d'honneur,.
En 1816, Buhl devient première trompette à l'Orchestre de l'Opéra de Paris ainsi qu'au Théâtre italien. Parmi ses sonneries d'ordonnance pour 1825, se distingue celle de La Retraite, qui sera reprise par Berlioz en 1828 dans ses Huit scènes de Faust puis en 1846 dans La Damnation de Faust, où elle est jouée seule et non plus associée aux chœurs.
En mai 1825, il est grièvement blessé par une voiture du cortège royal lors du sacre de Charles X à Reims. Dès lors, il se consacre plus spécifiquement à l'enseignement. Parmi ses élèves, figure notamment François Dauverné, qui deviendra en 1833 le premier titulaire de la classe de trompette du Conservatoire, et qui qualifiait Buhl de « trompettiste le plus remarquable de son temps »,.
En mars 1828, David Buhl est membre fondateur de la Société des Concerts du Conservatoire, où il joue la seconde trompette à côté de Dauverné.
Comme compositeur, il est l'auteur d'une célèbre Méthode de trompette (1825), dédiée à la trompette d'harmonie ou trompette d'orchestre en sol comme à la trompette d'ordonnance ou trompette de cavalerie en mi , et a écrit des suites de fanfares, dont la plus ancienne date de 1799, des marches pour orchestre d'harmonie (Marche du duc de Bordeaux et Marche de Monsieur, notamment), ainsi qu'une suite de Quatre pas redoublés pour fanfare et musique, dans laquelle il fait dialoguer, dans l'esprit du concerto grosso, la fanfare de cavalerie avec l'orchestre d'harmonie.
Également auteur de plusieurs Ordonnances de trompette pour les troupes à cheval, David Buhl est considéré comme l'instaurateur du répertoire moderne français des sonneries réglementaires en usage au sein de la cavalerie.
Il meurt à Versailles le 7 avril 1860.